# Austenitizace
Austenitizace je ohřev oceli nad kritickou, tzv. austenitizační teplotu a následná přeměna výchozí ferito-cementitické struktury na austenitickou.  

## Původ názvu
Austenitizace a austenit získali název po britském metalurgovi siru Roberts-Austenovi (1843–1902).

## Popis jevu
Při austenitizaci se mění krystaly z feritu α na krystaly austenitu. Při neúplné austenitizaci mohou zůstat nerozpuštěny karbidy (mívají vyšší teplotu tavení) v krystalové mřížce. U některých slitin na bázi železa a oceli se mohou karbidy objevit během austenitizace. Pak se hovoří o tzv. dvoufázové austenitizaci.
U ocelí představuje austenitizace úvodní etapu pro všechny druhy tepelného zpracování s rekrystalizací. Dochází k přeměně původní ferit-cementitické (perlitické) struktury (za pokojové teploty ⇒ ferit + perlit, perlit, perlit + cementit) na austenit.